# Arize
Az Arize egy folyó Franciaország területén, a Garonne jobb oldali mellékfolyója.

## Földrajzi adatok
A folyó Ariège megyében, a Pireneusokban ered 1 250 méterrel a tengerszint felett, és Carbonne-nál, Toulouse-tól 40 km-re délnyugatra torkollik a Garonne-ba. A vízgyűjtő terület nagysága 528 km², hossza 83,8 km. Átlagos vízhozama 5,31 m³ másodpercenként. Mellékfolyója a Pujol.

## Megyék és városok a folyó mentén
- Ariège: Le Mas-d’Azil, Les Bordes-sur-Arize, Campagne-sur-Arize, Daumazan-sur-Arize
- Haute-Garonne: Montesquieu-Volvestre, Rieux-Volvestre és Carbonne.